# باشگاه فوتبال زنان اودیشا
باشگاه فوتبال زنان اودیشا اف سی یک باشگاه حرفه‌ای فوتبال زنان است که در شهر اودیشا هندوستان واقع شده است.